# Хедлі Гембл
Хедлі Гембл (уроджена Лора Гембл; 10 вересня 1981) — американська ведуча CNBC, що базується в Абу-Дабі.

## Раннє життя
Гембл навчалася у середній школі Холлс в окрузі Нокс, штат Теннессі.

## Кар'єра
Хедлі Гембл — ведуча CNBC, яка живе в Абу-Дабі. Хедлі підтримує Capital Connection зі штаб-квартири CNBC на Близькому Сході, яка базується на Abu Dhabi Global Markets. Шоу, що транслюється щодня, дає вам змогу ознайомитися з азійськими ринками в середині дня та налаштувати вас на торговий день на Близькому Сході та в Європі.
Крім того, Хедлі також виступає в популярній франшизі CNBC Access: Middle East, де вона спілкується зі світовими лідерами, міжнародними генеральними директорами та філантропами. Серед гостей: король Йорданії Абдулла II, держсекретар США Майк Помпео, генеральний директор Blackrock Ларрі Фінк, президент Єгипту Абдель Фаттах ас-Сісі, Шон Паркер з Facebook, Її Високості принцеса Ріма бін Бандар Аль-Сауд і Білл Гейтс, Міністр фінансів Стівен Мнучин і міністр оборони США Марк Еспер.
У жовтні 2018 року інтерв'ю міністра закордонних справ Саудівської Аравії Аделя Аль-Джубейра було першим коментарем саудівського чиновника після смерті Хашоггі. Вона також була першою міжнародною журналісткою, яка була в прямому ефірі на нафтових підприємствах Aramco у вересні 2019 року, повідомляючи про шкоду, завдану іранськими ракетами та безпілотниками.
Хедлі регулярно веде для CNBC на Всесвітньому економічному форумі в Давосі, модеруючи панелі на різноманітні теми, від геополітики до економіки.

## Початок кар'єри
Гембл працювада на ABC News і Fox News у Вашингтоні, округ Колумбія. Гембл представила CNBC Access: Middle East і Access: Africa. Гембл кілька разів вела репотажі із Всесвітнього економічного форуму в Давосі.

## Особисте життя
Хедлі родом із Ноксвілла, штат Теннессі, США. Вона двоюрідна сестра відомого дизайнера інтер'єрів Альберта Хедлі. Навчалася в Університеті Маямі у Флориді і була членом жіночого товариства Delta Gamma.